# 可米小子
可米小子是一組臺灣男子團體，早期是經由TVBS-G超級新人幫節目選出，成員包括王傳一、曾少宗、申東靖、張庭偉、许君豪、安鈞璨，當年以F4的成功所引起的男子團體風潮下組成的團體之一，最後因唱片銷售不佳及風潮退燒於2005年宣布解散。
目前僅剩王傳一和曾少宗還活躍於娛樂圈，安鈞璨和申東靖已離開人世，張庭偉和許君豪則退出了娛樂圈。

## 成員

### 出道成員
| 出道成員列表 | 出道成員列表 | 出道成員列表                          | 出道成員列表 |
| 姓名         | 英文名       | 生卒日期                              | 出道年龄     |
| ------------ | ------------ | ------------------------------------- | ------------ |
| 申東靖       |              | 1983年1月27日－2012年10月19日（29歲） | 18岁         |
| 安鈞璨       |              | 1983年9月20日－2015年6月1日（31歲）   | 18岁         |
| 許君豪       |              | 1980年11月20日                        | 21岁         |
| 王傳一       |              | 1980年5月5日                          | 22岁         |
| 曾少宗       |              | 1981年11月18日                        | 20岁         |
| 張庭偉       |              | 1985年10月2日                         | 16岁         |

### 淘汰成員
| 張耀文           |     | 9月6日        |
| 王永鈞（王鈞浩） | Fio | 1980年8月29日 |
| 徐炯超           |     | 12月16日      |
| 李哲雄（李喆翔） |     | 2月8日        |
| 郭世倫           |     | 1979年3月6日  |

## 簡介

### 事业
F4的成功引起許多經紀公司競相成立男子團體的風潮，因此一手打造F4的經紀公司可米瑞智在柴智屏帶領下決定再成立一個市場目標年齡比較小的男子團體。可米瑞智將藉著F4的成功所獲得的資源全部投入宣傳可米小子、並且大量學習日本著名男子團體經紀公司傑尼斯事務所的經驗。
2001年從TVBS-G選秀節目「新人帮」的选秀会歷經三個月的時間裡脱颖而出的可米小子原本有11位成员，每个人在歌唱主持及戏剧方面都有不同的长才，這11位成員包括：王传一、曾少宗、申东靖、张庭伟、安鈞璨、许君豪、郭世伦、王永钧(王钧浩)、张耀文、徐炯超、李哲雄。於2002年7月世貿書展聯經出版社攤位上首次全體現身，為師兄F4推銷販售特刊與周邊商品。
剛開始的11位為非正式的團體，由經紀公司安排輪流主持東風衛視旅遊節目《惡童探險記》及娛樂新聞《亞洲娛樂中心》，藉此進行為期半年的訓練，然後按照個人表現進行篩選淘汰，最後選出王传一、曾少宗、申东靖、张庭伟、安鈞璨、许君豪6人組成正式的可米小子。團體正式出道並迅速的在2002年11月19日推出第一張專輯《Hey Hah! 可米小子》，藉由和F4的成員共同主持節目的方式大量增加曝光率。
2002年第一張專輯发行同日，許君豪为2003年春节特别节目彩排練舞時，從高處跌落嚴重摔傷而退团，可米小子成為5人團體。5位成員共同演出的偶像劇《愛在星光燦爛時》2004年12月15日首播於華視，是为可米小子量身打造d作品，描述五位青年各自懷抱著夢想，想要一圓星夢。
2005年1月，新力唱片推出《Goodbye》“纷飞解散纪念版”，标志可米小子解散。「好奇無上限」、「愛情不用翻譯」是他們的告別作專輯2首主打新歌，是5位成員共同演出的偶像劇《愛在星光燦爛時》的主題曲「好奇無上限」，由王宗宇作曲，易家揚填詞；描述年輕人對未來充滿好奇、幻想、冒險，追求夢想勇往直前的無限衝勁，是一首輕快陽光的歌曲，5位小子都唱得相當用心，也可聽出一路走來他們在演唱上的進步。

### 後續
2002年，許君豪摔伤后休养半年，因担忧继续从事演艺事业会随时发生意外，加上父亲始终不赞成他走演艺之路，决定退出娱乐圈。2003年，他自组乐团“SEVEN”。2004年9月，许君豪考取四川大学华西口腔医学院，2011年毕业后赴德国攻读硕士，2015年考取中国医师执业证书并在四川成都开设牙医诊所。
王傳一、曾少宗、申東靖、安鈞璨繼續在演藝圈發展；張庭偉轉往餐飲業發展，開設萬波島嶼紅茶。
申東靖在2012年10月19日因腦出血病逝，安鈞璨則在2015年6月1日因肝癌病逝。
被淘汰的4位團員中，徐炯超、張耀文、王永鈞、李哲雄皆以個人身分留在演藝圈發展。王永鈞改名王鈞浩，回校繼續深造並畢業於世新大學廣電研究所，演出《新兵日記》、《幸福蒲公英》等電視劇，後轉往中國大陸發展。李哲雄為星瀚國際傳播旗下藝人，後改名李翔，於2011年推出自創曲《放不下》為電影《藍色矢車菊》主題曲。張耀文於2013年成為華碩電腦員工，2016年華碩電腦策略採購部副理任內涉嫌收受回扣，2023年臺灣士林地方法院一審依《中華民國刑法》背信罪判處有期徒刑2年6月，2024年8月14日臺灣高等法院二審維持一審判決定讞。

## 演出
| 首播日期 | 播出頻道         | 劇名               | 飾演                                                   |
| 2002年   |                  | 《流星花園Ⅱ》      | 王傳一、曾少宗、申東靖、張庭偉、安鈞璨、許君豪、郭世倫 |
| 2002年   |                  | 《烈爱伤痕》       | 曾少宗                                                 |
| 2002年   |                  | 《偷偷爱上你》     | 曾少宗                                                 |
| 2002年   |                  | 《麻辣高校生》     | 曾少宗                                                 |
| 2003年   |                  | 《粉紅教父小甜甜》 | 王傳一                                                 |
| 2003年   |                  | 《孽子》           | 曾少宗                                                 |
| 2004年   |                  | 《愛在星光燦爛時》 | 王傳一、曾少宗、申東靖、張庭偉、安鈞璨                 |
| 2004年   |                  | 《追風少年》       | 王傳一                                                 |
| 2004年   |                  | 《战神》           | 王傳一、安鈞璨、                                       |
| 2004年   |                  | 《星座愛情魔法》   | 王傳一                                                 |
| 2005年   |                  | 《好美麗診所嘿哈》 | 王傳一                                                 |
| 2005年   | 中視、東森戲劇台 | 《惡魔在身邊》     | 王傳一、曾少宗                                         |
| 2005年   |                  | 《終極一班》       | 曾少宗、許君豪                                         |

## 音樂專輯
| 專輯 # | 專輯資料                                               | 曲目 |
| ------ | ------------------------------------------------------ | --- |
| 1      | Hey Hah! 可米小子 - 發行日期：2002年11月19日（臺灣）   | 1. Hey!Hah! 2. 求愛復刻版 3. 超人心 (王傳一 & 許君豪) 4. 最重要的你 5. 我忍住哭 (王傳一 & 許君豪) 6. 喜歡你 (曾少宗 & 申東靖) 7. Blue Miracle 8. Buddy (安鈞璨 & 張庭偉) 9. 相信 10. 青春無敵-MTV 11. Hey! Hah! (Asia Remix) 12. Hey! Hah! (Euro Remix)                                                              |
| 2      | 青春紀念冊 - 發行日期：2003年12月26日（臺灣）          | 1. Number 2 2. 青春紀念冊 3. 紅蜻蜓 4. 花季 5. 他 (王傳一) 6. Hold Me Close 7. 我討厭 8. 我的野蠻女友 9. 愛的入場券 (安鈞璨) 10. 愛像什麼 |
| 3      | Goodbye（新歌+精選） - 發行日期：2005年1月21日（臺灣） | 1. 愛情不用翻譯（電視劇《愛在星光燦爛時》片尾曲） 2. 好奇無上限 （電視劇《愛在星光燦爛時》片頭主題曲） 3. Hey!Hah! 4. 求愛復刻版 5. 紅蜻蜓 6. 我忍住哭 (王傳一 & 許君豪) 7. 花季 8. 超人心 (王傳一 & 許君豪) 9. Number 2 10. Hold Me Close 11. 青春無敵 12. 喜歡你 (曾少宗 & 申東靖) 13. 我的野蠻女友 14. 青春紀念冊 |

## 節目主持
| 播出頻道   | 節目名           |
| ---------- | ---------------- |
| 東風電視台 | 《惡童探險記》   |
| 東風電視台 | 《亞洲娛樂中心》 |